# Kurt Raab
Kurt Raab am Bochumer Schauspielhaus 1972

Link zum Bild

Kurt Raab (* 20. Juli 1941 in Bergreichenstein; † 28. Juni 1988 in Hamburg) war ein deutscher Bühnen- und Filmschauspieler. Er war auch als Drehbuchautor, Regisseur, Ausstatter, Produktionsleiter und Dramaturg tätig.

## Leben
Geboren im Sudetenland, wuchs Kurt Raab ab 1945 in Weißenbrunn vorm Wald und im niederbayerischen Steinbeißen auf, sein Vater war unter anderem als Pferdeknecht tätig. Auf dem Deutschen Gymnasium in Straubing lernte er Wilhelm Rabenbauer (Peer Raben) kennen. Nach dem Abitur 1963 ging er nach München, wo Raab neben dem begonnenen Studium der Germanistik und Geschichte bis 1969 beim Fernsehen aushalf, unter anderem als Requisiteur für das ZDF. 1966 war er außerdem Kassierer im action-theater und spielte in Rabens Antigone-Inszenierung seine erste Rolle. Hier kam er mit Rainer Werner Fassbinder in Kontakt.
1968 wurde Raab Mitbegründer des antiteater, trat dort in mehreren Inszenierungen Fassbinders auf und wirkte auch als Autor und Regisseur. Seine erste Titelrolle beim Film hatte Raab dann in Warum läuft Herr R. Amok?. Neben der Bühnenarbeit war er bis 1977 an zahlreichen Filmproduktionen Fassbinders beteiligt, auch an den Fernsehspielen Welt am Draht und Acht Stunden sind kein Tag. Er verfasste eine erste Drehbuchversion zu Mutter Küsters’ Fahrt zum Himmel und erhielt 1971 für seine Ausstattung des Films Whity das Filmband in Gold.
In Ulli Lommels Die Zärtlichkeit der Wölfe spielte Kurt Raab – nach eigenem Drehbuch – den Serienmörder Fritz Haarmann; außerdem übernahm er Rollen in Filmen von Reinhard Hauff, Herbert Achternbusch und Michael Fengler. Bekannt wurde er insbesondere durch seine Titelrollen in dem Zweiteiler Bolwieser (1976/1977, nach Oskar Maria Graf) und in der schwarzen Kinokomödie Satansbraten (1975/1976).
Nach dem Ende der Zusammenarbeit mit Fassbinder spielte Kurt Raab an Bühnen in Bochum, München und Hamburg. Außerdem setzte er seine Film- und Fernsehkarriere fort und wirkte beispielsweise an zwei Fernsehliteraturverfilmungen nach Thomas Mann mit. 1981 drehte Kurt Raab seinen einzigen Film als Regisseur, Die Insel der blutigen Plantage, mit Barbara Valentin und Udo Kier in den Hauptrollen. Der Film war auf dem ostasiatischen Markt ein großer Erfolg, wurde in Deutschland weitestgehend indiziert und erlebte im Kino nur wenige Vorstellungen.
Nach Fassbinders Tod 1982 schrieb Raab gemeinsam mit dem Filmkritiker Karsten Peters das Buch „Die Sehnsucht des Rainer Werner Fassbinder“. Unter dem Pseudonym ‚Emma Kartoffel‘, einem von Fassbinder für ihn geprägten Spitznamen, schrieb er außerdem längere Zeit eine Kolumne in der Filmzeitschrift Cinema. 1984 wirkte Raab für die Band Die Toten Hosen auf einer Single bei der Coverversion des Liedes Kriminaltango mit. 1985 sah man Raab im Musik-Video zu Living on My Own seines guten Freundes Queen-Frontmann Freddie Mercury, der anlässlich seines 39. Geburtstages in München eine legendäre Feier im Club Mrs. Henderson gab. Raab, der in den 1980er Jahren an der Immunschwäche AIDS erkrankt war, thematisierte seine Erfahrungen damit 1988 in der Video-Dokumentation Mitten im Leben wie auch in dem ZDF-Dokumentarfilm Sehnsucht nach Sodom (1989), Regie: Hans Hirschmüller und Hanno Baethe.

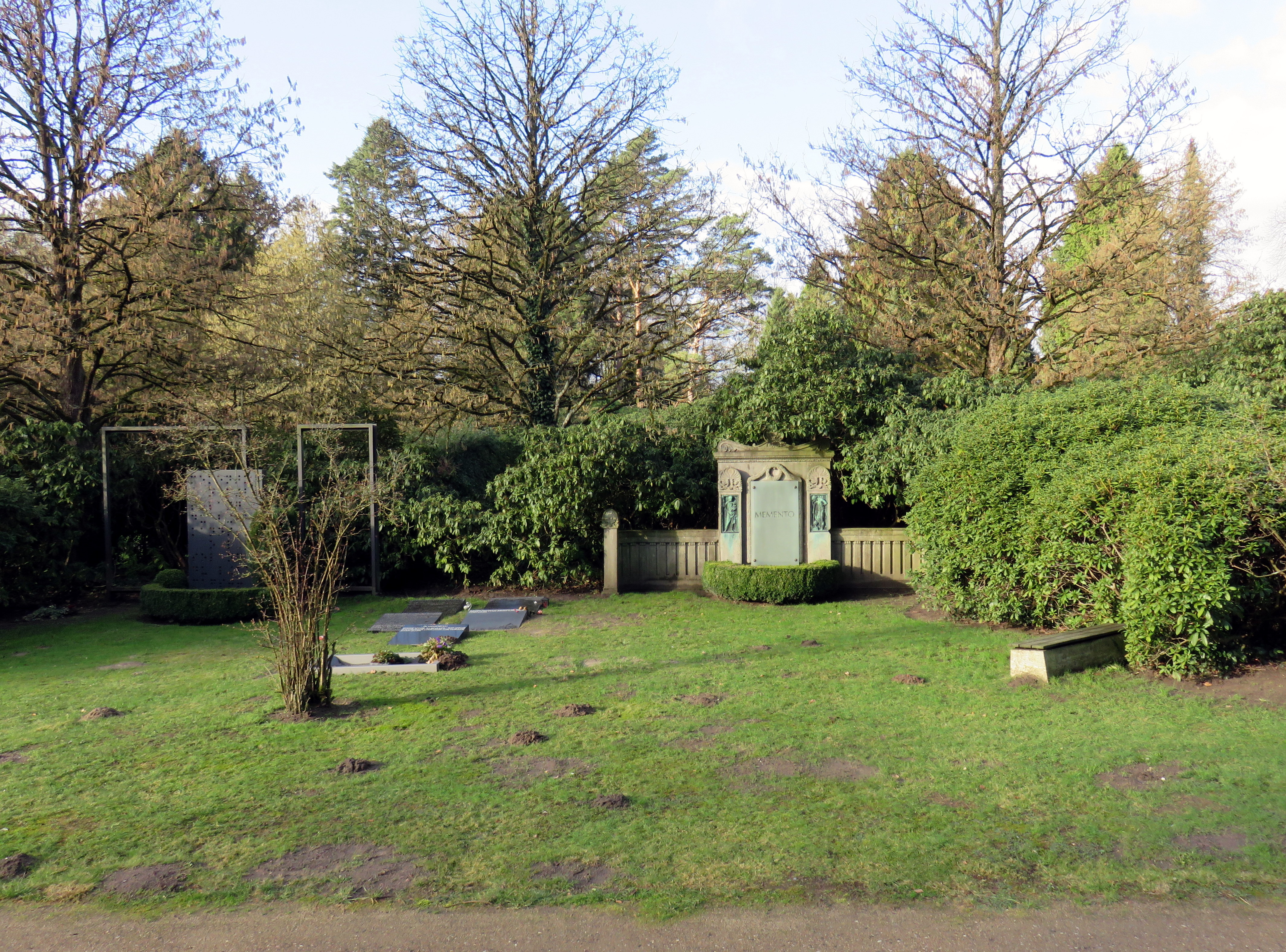
Kurt Raab auf Gedenkstein bei Memento II rechts auf dem Friedhof Ohlsdorf

Raab war an über 70 Kino- und Fernsehfilmen als Darsteller, Drehbuchautor, Regisseur, Dramaturg oder Ausstatter beteiligt, allein mit Fassbinder arbeitete er bei 31 Filmprojekten zusammen. Er spielte unter anderem einen Amokläufer, einen Bischof, Adolf Hitler, einen Firmenboss, ferner auf der Bühne den „Peachum“ aus Brechts Dreigroschenoper. Einem breiteren Fernsehpublikum wurde Kurt Raab durch einen Auftritt in der Fernsehserie Kir Royal bekannt.
Raab beschrieb sich selbst als bekennenden Katholiken und Homosexuellen. Im Alter von 46 Jahren erlag Kurt Raab im Hamburger Tropeninstitut seiner Immunschwäche-Erkrankung. Noch wenige Wochen vor seinem Tod war er in der NDR Talk Show aufgetreten, um sich öffentlich gegen die Stigmatisierung von AIDS-Kranken starkzumachen. Er wurde auf dem Ohlsdorfer Friedhof bei Planquadrat BQ 64 beigesetzt, sein Grab wurde 2013 nach der üblichen Ruhezeit von 25 Jahren aufgelöst. Auf der gemeinschaftlichen Grabstätte „Memento II rechts“ (Planquadrat AE 15, nördlich Nordteich beim „Millionärshügel“) wird auf einem der Kissensteine unter anderen an Kurt Raab erinnert.

## Filmografie
- 1969: Warum läuft Herr R. Amok? (Darsteller, Ausstattung)
- 1969: Liebe ist kälter als der Tod (Darsteller)
- 1969: Götter der Pest (Bauten, Regieassistenz)
- 1969: Die Revolte (Darsteller)
- 1970: Whity (Darsteller, Ausstattung)
- 1970: Weg vom Fenster (Darsteller, Ausstattung)
- 1970: Rio das Mortes (Darsteller, Regieassistenz, Ausstattung)
- 1970: Pioniere in Ingolstadt (Bauten, Produktionsleitung)
- 1970: Mathias Kneißl (Darsteller)
- 1970: Fassbinder produziert: Film Nr. 8 (Mitwirkung)
- 1970: Niklashauser Fart (Bauten, Darsteller)
- 1970: Der amerikanische Soldat (Bauten, Regieassistenz, Darsteller, Kostüme)
- 1971: Warnung vor einer heiligen Nutte (Bauten, Darsteller)
- 1971: Die bitteren Tränen der Petra von Kant (Ausstattung, Regieassistenz)
- 1972: Händler der vier Jahreszeiten (Kostüme, Ausstattung, Darsteller)
- 1972: Wildwechsel (Bauten, Kostüme, Darsteller)
- 1972: Acht Stunden sind kein Tag (Bauten, Darsteller)
- 1972: Fontane Effi Briest (Ausstattung, Synchronsprecher, Produktionsleitung)
- 1972: Die Zärtlichkeit der Wölfe (Bauten, Darsteller, Drehbuch)
- 1973: Welt am Draht (Bauten, Darsteller)
- 1974: Martha (Bauten, Darsteller)
- 1974: Die Verrohung des Franz Blum (Darsteller)
- 1974: Der Verfolger (Darsteller)
- 1974: Angst essen Seele auf (Darsteller, Ausstattung)
- 1975: Faustrecht der Freiheit (Darsteller, Ausstattung)
- 1975: Mutter Küsters’ Fahrt zum Himmel (Bauten, Drehbuchmitarbeit, Darsteller)
- 1975: Angst vor der Angst (Fernsehfilm) (Darsteller, Ausstattung)
- 1975: Ich will doch nur, daß ihr mich liebt (Bauten)
- 1975: Die Atlantikschwimmer (Darsteller)
- 1976: Satansbraten (Darsteller, Ausstattung)
- 1976: Vier gegen die Bank (Bauten)
- 1976: Eierdiebe (Darsteller)
- 1976: Chinesisches Roulette (Ausstattung)
- 1976: Bolwieser (Darsteller, Ausstattung)
- 1976: Adolf und Marlene (Bauten, Darsteller)
- 1977: Gruppenbild mit Dame (Darsteller)
- 1977: Missile X – Geheimauftrag Neutronenbombe (Bauten)
- 1977: Leidenschaftliche Blümchen (Bauten, Darsteller)
- 1977: Belcanto oder Darf eine Nutte schluchzen? (Darsteller)
- 1978: Der Sturz (Darsteller)
- 1979: Warum die UFOs unseren Salat klauen (Darsteller)
- 1979: Exil (Darsteller)
- 1979: Bildnis einer Trinkerin. Aller jamais retour (Darsteller)
- 1980: Total vereist (Darsteller)
- 1980: Engel aus Eisen (Darsteller)
- 1980: Endstation Freiheit (Darsteller)
- 1981: Wie die Weltmeister (Darsteller)
- 1981: Wenn die Musik aus ist, dann ist auch die Liebe aus (Darsteller)
- 1981: Liebeskonzil (Darsteller)
- 1981: Heute spielen wir den Boß – Wo geht’s denn hier zum Film? (Drehbuch)
- 1981: Frankfurt Kaiserstraße  (Darsteller)
- 1981: Bekenntnisse des Hochstaplers Felix Krull (Darsteller)
- 1982: Der Zauberberg (Darsteller)
- 1982: Die Insel der blutigen Plantage (Regie, Drehbuch, Darsteller)
- 1982: Der Zappler (Darsteller)
- 1982: Die Krimistunde (Fernsehserie, Folge 2, Episode: „Das Haus des Colonels“)
- 1982: Das Gespenst (Darsteller)
- 1982: Bolero (Darsteller)
- 1983: Bella Donna (Darsteller)
- 1983: Die Spieler (Darsteller)
- 1983: Im Himmel ist die Hölle los (Darsteller)
- 1983: Die Matrosen von Kronstadt (Darsteller)
- 1984: Abwärts (Darsteller)
- 1984: Das Rätsel der Sandbank (Darsteller)
- 1984: Der Rekord (Dramaturgie)
- 1984: Bittere Ernte (Darsteller)
- 1984 Die Schwarzen Brüder Fernsehserie (Darsteller)
- 1985: Der Duce und ich (Darsteller)
- 1985: Transitträume (Darsteller)
- 1985: Kir Royal (Regieassistenz, Casting, Autor, Darsteller)
- 1985: Miko – Aus der Gosse zu den Sternen (Darsteller)
- 1985: Der Formel Eins Film (Darsteller)
- 1986: Das Totenreich (Darsteller)
- 1987: Flucht aus Sobibor (Darsteller)
- 1988: Wohin? (Darsteller)
- 1988: Mitten im Leben (Regie)
- 1989: Die Toten Hosen – 3 Akkorde für ein Halleluja (Darsteller)
- 1989: Sehnsucht nach Sodom (Darsteller, Koautor)
- 1992: Ich will nicht nur, daß ihr mich liebt. Der Filmemacher Rainer Werner Fassbinder (Mitwirkung)

## Hörspiele
- 1970: Rainer Werner Fassbinder: Ganz in Weiß (Erzieher) – Regie: Peer Raben/Rainer Werner Fassbinder (Hörspiel – BR/HR/SDR)
- 1971: Rainer Werner Fassbinder nach Johann Wolfgang von Goethe: Iphigenie auf Tauris (Thoas) – Regie: Rainer Werner Fassbinder (Hörspiel – WDR)
- 1972: Rainer Werner Fassbinder: Keiner ist böse keiner ist gut – Regie: Rainer Werner Fassbinder (Hörspiel – BR)